# Hristina Vasić
Hristina Vasic (Belgrad, 1984) és traductora i directora de teatre. Actualment resideix entre Niça, Belgrad, Sevilla, A Coruña i Barcelona, i cursa un màster internacional en estudis d'arts escèniques.
Va passar un any treballant com a professora de català i castellà a la Universitat de Belgrad, on va desenvolupar la primera part de la seva recerca doctoral sobre el teatre com a eina didàctica en l'ensenyament universitari de llengua i literatura.
Llicenciada en Filologia hispànica per la Universitat de Belgrad (2008), va passar un any a Barcelona on va acabar un màster interuniversitari en Filologia catalana, a la Universitat de Barcelona i a la Universitat Autònoma de Barcelona (2009), i va escriure una tesina sobre l'obra teatral del dramaturg català Pau Miró.
Tradueix del català i el castellà. Ha traduït autors catalans com ara Josep Carner, Joan Vinyoli, Maria Barbal, Dolors Miquel, Jordi Galceran, Empar Moliner, Pau Miró i Jaume C. Pons Alorda. Col·labora com a traductora del català al serbi i del serbi al català per a les revistes literàries Treci Trg i Pèl Capell. En col·laboració amb el poeta mallorquí Àngel Igelmo Segura va traduir al català alguns autors i autores de la poesia sèrbia contemporània.